# 大清郵政信櫃
大清郵政信櫃，位于北京市西城区烟袋斜街53号，是一家展示北京邮政发展史的展览馆，同时也是中国邮政什刹海邮政所。

## 简介
2011年10月23日，“大清郵政信櫃”暨“中国邮政什刹海邮政所”在烟袋斜街开业，成为街上的新景观。该邮政所门上悬挂有蓝底金字的“大清郵政信櫃”匾额，门外立有一组雕塑：一个梳有清朝样式小辫儿的孩子，正将手中的信放入一个仿古的邮筒。该邮政所内是一个小型的北京邮政发展史展览馆。室内古色古香，设有吊扇、老柜台。由于该邮政所没有配备电脑，所以不能收发挂号信和包裹。该邮政所有自己的仿清朝风格专用邮戳，还有自己的专用明信片，普通信件和明信片可在该邮政所寄出。该邮政所隶属于中国邮政地安门邮政支局。
2011年开业时，门口立的木制说明牌称：
信柜是晚清、民国初年规模最小的邮政代办点，一般设于商铺之中，信柜出售邮票、明信片等，收寄平信、挂号信和少量包裹。信柜有城邑信柜和村镇信柜之分。1935年12月，南京政府交通部邮政总局下令将城邑信柜改为邮政代办所或邮票代售处。
该展览馆内展出的图片及实物显示了元朝邮递员专用腰牌、清朝盖有戳记的信件、慈禧太后夜宿榆林驿的故事、榆林驿城墙遗址、户部街邮政大楼、打磨厂内的民信局、清朝光绪年间民信局条规、小报房胡同大清第一邮务局之由来、北京邮政第一辆邮运汽车、北京行动邮局三轮车、北京汽车邮局、新式邮亭等等。
该展览馆内还有多个挂在墙上的“小房子”——西洋镜。透过西洋镜的圆孔，可见过去邮差送报及邮局办理业务的场景。该展览馆最里面，是依照清朝末年信柜原样复制的高大的柜台。